# Zgornji Žerjavci
Zgornji Žerjavci este o localitate din comuna Lenart, Slovenia, cu o populație de 265 de locuitori.